# Tour de Catalogne 1950
Le Tour de Catalogne 1950 est la 30e édition du Tour de Catalogne, une course cycliste par étapes en Espagne. L’épreuve se déroule sur 9 étapes entre le 17 et le 24 septembre 1950, sur un total de 1 320 km. Le vainqueur final est l'Espagnol Antonio Gelabert, devant José Serra Gil et Francisco Masip.
Lors de cette édition, il n'y a pas de contre-la-montre. Les première et deuxième étapes sont disputées le même jour. L'étape du matin se déroule à Montjuïc, avec plusieurs passages au col de Montjuïc et l'après-midi jusqu'à Vilanova i la Geltrú. La plus longue étape est la cinquième entre Reus et Andorra la Vella, avec 263 km, qui passe par coll de Lilla. Les autres points stratégiques durant l'épreuve sont le massif des Guilleries, traversé lors de la septième étape et le massif de Montserrat avec de nouveau Montjuïc dans la neuvième et dernière étape. Au total 84 coureurs ont pris le départ.
Des bonifications sont attribuées pour le vainqueur de l'étape (1 minute, 40 et 20 secondes aux trois premiers). Il y a aussi des bonifications pour les trois premiers à chaque sommet du Grand Prix de la montagne (40, 20 et 10 secondes)

## Étapes
| Étape | Date         | Parcours                         | km    | Vainqueur d’étape        | Leader du classement général |
| ----- | ------------ | -------------------------------- | ----- | ------------------------ | ---------------------------- |
| 1e    | 17 septembre | Montjuïc - Montjuïc              | 46,0  | Antonio Gelabert (ESP)   | Antonio Gelabert (ESP)       |
| 2e    | 17 septembre | Barcelone - Vilanova i la Geltrú | 47,0  | Frans Loyaerts           | Antonio Gelabert (ESP)       |
| 3e    | 18 septembre | Vilanova i la Geltrú - Tortosa   | 140,0 | Mario Ricci              | Antonio Gelabert (ESP)       |
| 4e    | 19 septembre | Tortosa - Reus                   | 119,0 | Désiré Keteleer          | Antonio Gelabert (ESP)       |
| 5e    | 20 septembre | Reus - Andorra (AND)             | 263,0 | Bernardo Ruiz (ESP)      | Antonio Gelabert (ESP)       |
| 6e    | 21 septembre | Andorra (AND) - Manresa          | 209,0 | Danilo Barozzi           | Antonio Gelabert (ESP)       |
| 7e    | 22 septembre | Manresa - Figueres               | 208,0 | Antonio Gelabert (ESP)   | Antonio Gelabert (ESP)       |
| 8e    | 23 septembre | Figueres - Terrassa              | 150,0 | Dalmacio Langarica (ESP) | Antonio Gelabert (ESP)       |
| 9e    | 24 septembre | Terrassa - Barcelone             | 139,0 | José Serra Gil (ESP)     | Antonio Gelabert (ESP)       |

### Étape 1 Barcelone - Barcelone. 46,0 km
|   | Cycliste         | Équipe         | Temps           |
| - | ---------------- | -------------- | --------------- |
| 1 | Antonio Gelabert | Chalis-Bertola | 1 h 12 min 40 s |
| 2 | Émile Rol        | Berkel         | m.t.            |
| 3 | Juan Bibiloni    | U.C. Terrassa  | m.t.            |

|   | Cycliste         | Équipe         | Temps           |
| - | ---------------- | -------------- | --------------- |
| 1 | Antonio Gelabert | Chalis-Bertola | 1 h 12 min 40 s |
| 2 | Émile Rol        | Berkel         | m.t.            |
| 3 | Juan Bibiloni    | U.C. Terrassa  | m.t.            |

### Étape 2. Barcelone - Vilanova i la Geltrú. 47,0 km
|   | Cycliste        | Équipe          | Temps           |
| - | --------------- | --------------- | --------------- |
| 1 | Frans Loyaerts  |                 | 1 h 06 min 55 s |
| 2 | Joaquim Olmos   | U.C. Hospitalet | m.t.            |
| 3 | Désiré Keteleer |                 | m.t.            |

|   | Cycliste         | Équipe          | Temps           |
| - | ---------------- | --------------- | --------------- |
| 1 | Antonio Gelabert | Chalis-Bertola  | 2 h 16 min 40 s |
| 2 | Joaquim Olmos    | U.C. Hospitalet | + 1 min 00 s    |
| 3 | Émile Rol        | Berkel          | + 1 min 00 s    |

### Étape 3. Vilanova i la Geltrú- Tortosa. 140,0 km
|   | Cycliste        | Équipe              | Temps           |
| - | --------------- | ------------------- | --------------- |
| 1 | Mario Ricci     | Fútbol de Sobremesa | 3 h 47 min 14 s |
| 2 | Frans Loyaerts  |                     | m.t.            |
| 3 | Désiré Keteleer |                     | + 3 s           |

|   | Cycliste         | Équipe              | Temps           |
| - | ---------------- | ------------------- | --------------- |
| 1 | Antonio Gelabert | Chalis-Bertola      | 6 h 05 min 09 s |
| 2 | Mario Ricci      | Fútbol de Sobremesa | + 40 s          |
| 3 | Émile Rol        | Berkel              | + 1 min 00 s    |

### Étape 4. Tortosa - Reus. 119,0 km
|   | Cycliste         | Équipe         | Temps           |
| - | ---------------- | -------------- | --------------- |
| 1 | Désiré Keteleer  |                | 1 h 46 min 45 s |
| 2 | Francisco Masip  | C.C. Barcelone | + 23 s          |
| 3 | Antonio Gelabert | Chalis-Bertola | m.t.            |

|   | Cycliste         | Équipe              | Temps           |
| - | ---------------- | ------------------- | --------------- |
| 1 | Antonio Gelabert | Chalis-Bertola      | 9 h 23 min 55 s |
| 2 | Désiré Keteleer  |                     | + 10 s          |
| 3 | Mario Ricci      | Fútbol de Sobremesa | + 1 min 00 s    |

### Étape 5. Reus - Andorra la Vella. 263,0 km
|   | Cycliste         | Équipe              | Temps           |
| - | ---------------- | ------------------- | --------------- |
| 1 | Bernardo Ruiz    | Chalis-Bertola      | 5 h 44 min 20 s |
| 2 | Antonio Gelabert | Chalis-Bertola      | + 6 s           |
| 3 | Danilo Barozzi   | Fútbol de Sobremesa | + 17 s          |

|   | Cycliste         | Équipe         | Temps            |
| - | ---------------- | -------------- | ---------------- |
| 1 | Antonio Gelabert | Chalis-Bertola | 17 h 46 min 30 s |
| 2 | Bernardo Ruiz    | Chalis-Bertola | + 1 min 30 s     |
| 3 | Francisco Masip  | C.C. Barcelone | + 2 min 21 s     |

### Étape 6. Andorra la Vella - Manresa. 209,0 km
|   | Cycliste        | Équipe              | Temps           |
| - | --------------- | ------------------- | --------------- |
| 1 | Danilo Barozzi  | Fútbol de Sobremesa | 5 h 54 min 40 s |
| 2 | Francisco Masip | C.C. Barcelone      | + 42 s          |
| 3 | José Serra Gil  | Chalis-Bertola      | + 44 s          |

|   | Cycliste         | Équipe         | Temps            |
| - | ---------------- | -------------- | ---------------- |
| 1 | Antonio Gelabert | Chalis-Bertola | 23 h 41 min 57 s |
| 2 | Bernardo Ruiz    | Chalis-Bertola | + 1 min 30 s     |
| 3 | Francisco Masip  | C.C. Barcelone | + 1 min 36 s     |

### Étape 7. Manresa - Figueres. 208,0 km
|   | Cycliste         | Équipe              | Temps           |
| - | ---------------- | ------------------- | --------------- |
| 1 | Antonio Gelabert | Chalis-Bertola      | 5 h 58 min 41 s |
| 2 | Danilo Barozzi   | Fútbol de Sobremesa | m.t.            |
| 3 | Raoul Rémy       | Berkel              | m.t.            |

|   | Cycliste         | Équipe         | Temps            |
| - | ---------------- | -------------- | ---------------- |
| 1 | Antonio Gelabert | Chalis-Bertola | 30 h 41 min 23 s |
| 2 | Francisco Masip  | C.C. Barcelone | + 4 min 30 s     |
| 3 | Raoul Rémy       | Berkel         | + 4 min 37 s     |

### Étape 8. Figueres - Terrassa. 150,0 km
|   | Cycliste           | Équipe         | Temps           |
| - | ------------------ | -------------- | --------------- |
| 1 | Dalmacio Langarica | Berkel         | 5 h 24 min 32 s |
| 2 | Raoul Rémy         | Berkel         | + 1 min 07 s    |
| 3 | Bernardo Ruiz      | Chalis-Bertola | m.t.            |

|   | Cycliste         | Équipe         | Temps            |
| - | ---------------- | -------------- | ---------------- |
| 1 | Antonio Gelabert | Chalis-Bertola | 36 h 07 min 02 s |
| 2 | Raoul Rémy       | Berkel         | + 3 min 57 s     |
| 3 | Bernardo Ruiz    | Chalis-Bertola | + 4 min 24 s     |

### Étape 9. Terrassa - Barcelone. 139,0 km
|   | Cycliste          | Équipe              | Temps           |
| - | ----------------- | ------------------- | --------------- |
| 1 | José Serra Gil    | Chalis-Bertola      | 3 h 48 min 54 s |
| 2 | Antonio Gelabert  | Chalis-Bertola      | + 2 min 03 s    |
| 3 | Armando Peverelli | Fútbol de Sobremesa | m.t.            |

|   | Cycliste         | Équipe         | Temps            |
| - | ---------------- | -------------- | ---------------- |
| 1 | Antonio Gelabert | Chalis-Bertola | 39 h 56 min 59 s |
| 2 | José Serra Gil   | Chalis-Bertola | + 3 min 09 s     |
| 3 | Francisco Masip  | C.C. Barcelone | + 4 min 56 s     |

## Classement final
| Pos. | Cycliste           | Pays    | Équipe                    | Temps           |
| ---- | ------------------ | ------- | ------------------------- | --------------- |
| 1    | Antonio Gelabert   | Espagne | Chalis-Bertola            | 39h 56 min 59 s |
| 2    | José Serra Gil     | Espagne | Chalis-Bertola            | + 3 min 09 s    |
| 3    | Francisco Masip    | Espagne | Équipe Cycliste Barcelone | + 4 min 56 s    |
| 4    | Raoul Rémy         | France  | Berkel                    | + 5 min 13 s    |
| 5    | Bernardo Ruiz      | Espagne | Chalis-Bertola            | + 5 min 40 s    |
| 6    | Danilo Barozzi     | Italie  | Fútbol de Sobremesa       | + 7 min 42 s    |
| 7    | Franco Fanti       | Italie  | Fútbol de Sobremesa       | + 12 min 02 s   |
| 8    | Armando Peverelli  | Italie  | Fútbol de Sobremesa       | + 12 min 09 s   |
| 9    | Dalmacio Langarica | Espagne | Berkel                    | + 17 min 13 s   |
| 10   | Andrés Trobat      | Espagne | Berkel                    | + 19 min 26 s   |

## Classements annexes
| Pos. | Cycliste           | Pays    | Équipe                    | Points |
| ---- | ------------------ | ------- | ------------------------- | ------ |
| 1    | Dalmacio Langarica | Espagne | Berkel                    | 24     |
| 2    | Antonio Gelabert   | Espagne | Chalis-Bertola            | 22     |
| 3    | Francisco Masip    | Espagne | Équipe Cycliste Barcelone | 21     |

| Pos. | Équipe              | Temps             |
| ---- | ------------------- | ----------------- |
| 1    | CC Chalis-Bertola   | 119 h 59 min 46 s |
| 2    | Fútbol de Sobremesa | + 23 min 04 s     |
| 3    | Berkel              | + 43 min 03 s     |